# Neachrostia undulata
Neachrostia undulata là một loài bướm đêm trong họ Noctuidae.